# Visby IBK
Visby IBK är en innebandyklubb i Visby på Gotland som grundades 1988 av Per Viberg. Klubbens herrlag spelar säsongen 2025/2026 i Svenska Superligan, som är den högsta serien i innebandy för herrar i Sverige. Klubben spelar sina hemmamatcher i Ica Maxi Arena som rymmer 2 200 åskådare. Klubben har även en omfattande ungdomsverksamhet, samt en sektion inom paraidrotten.